# Catasetum deltoideum
Catasetum deltoideum là một loài phong lan.
 Tư liệu liên quan tới Catasetum deltoideum tại Wikimedia Commons

## Hình ảnh

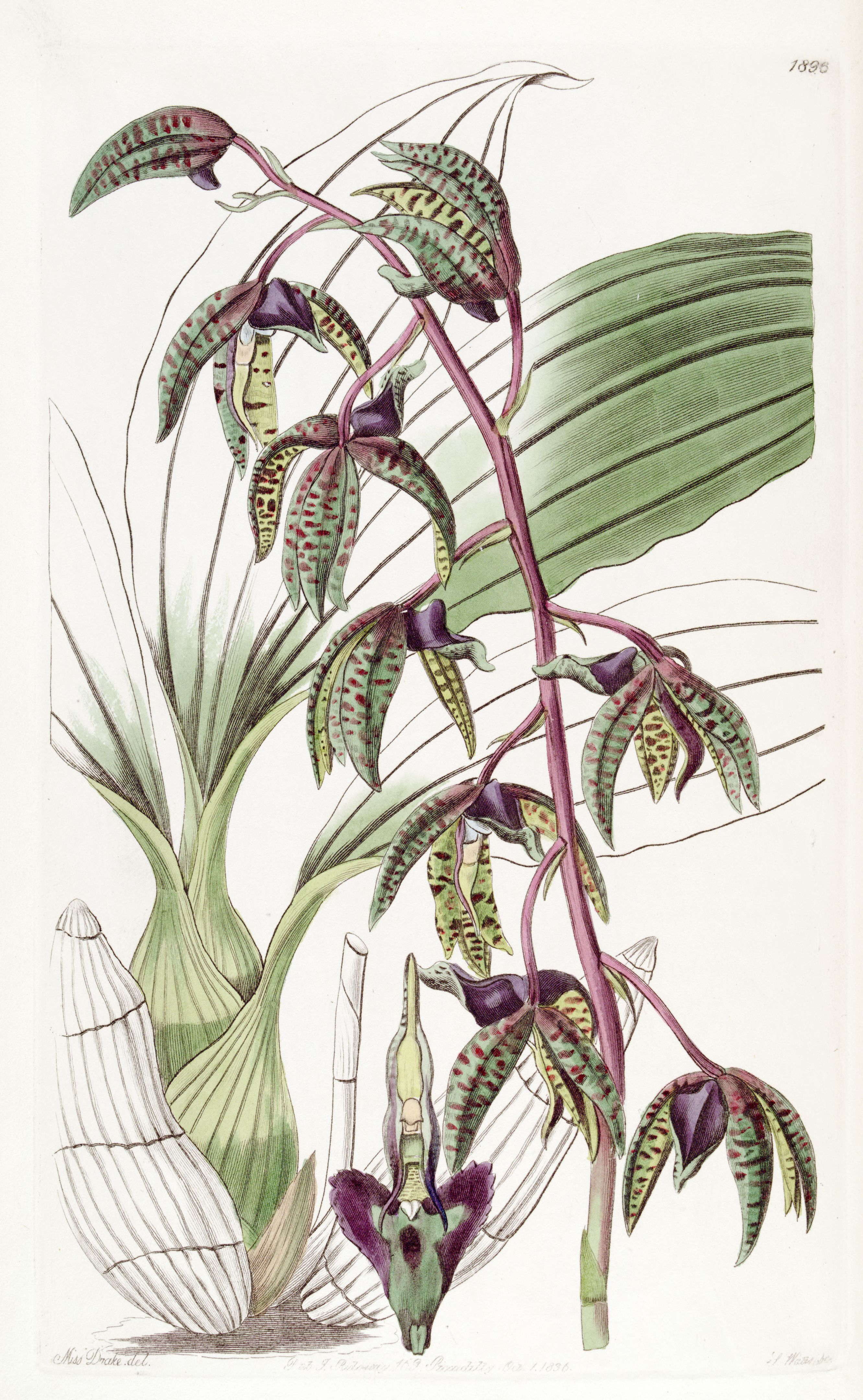
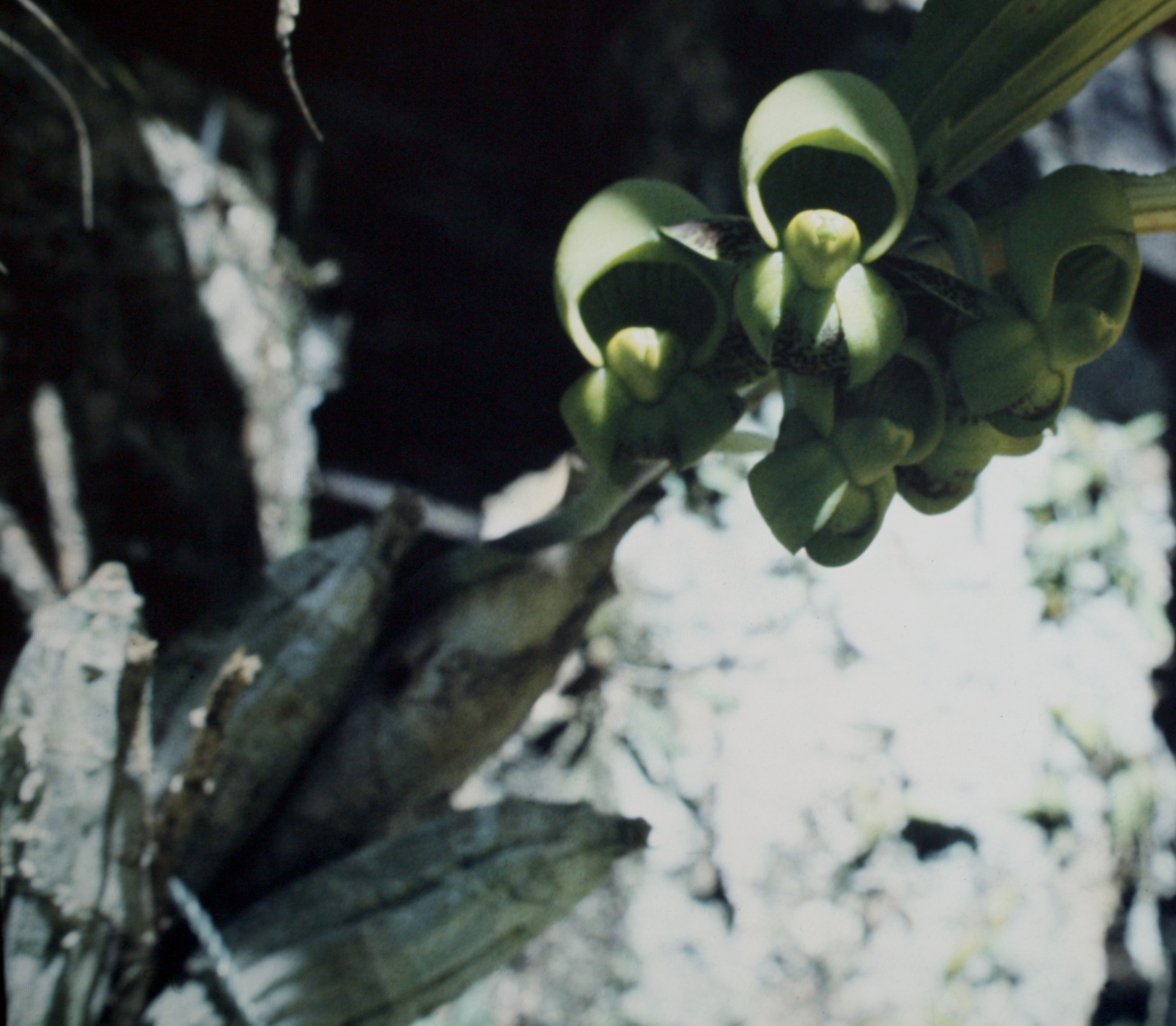
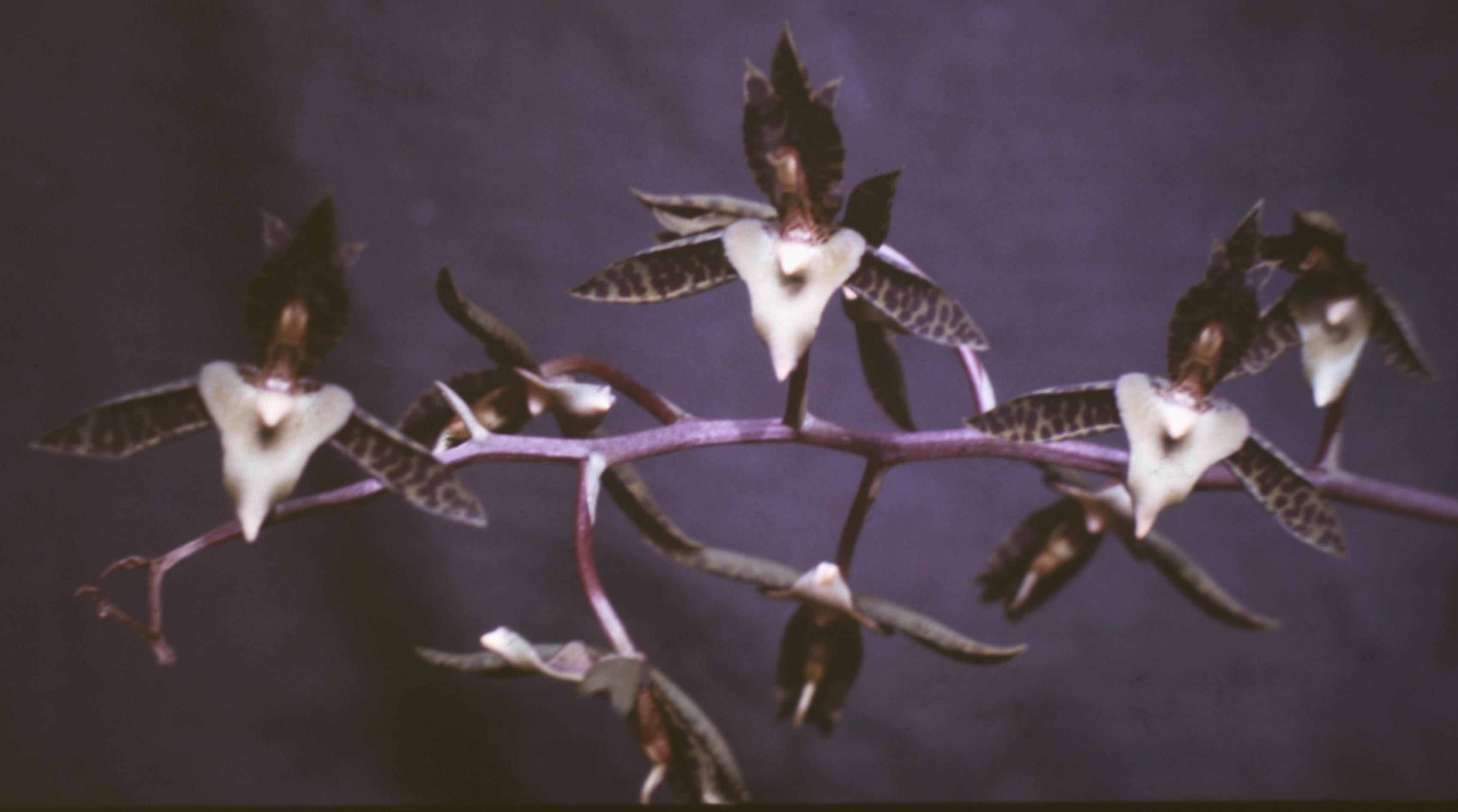
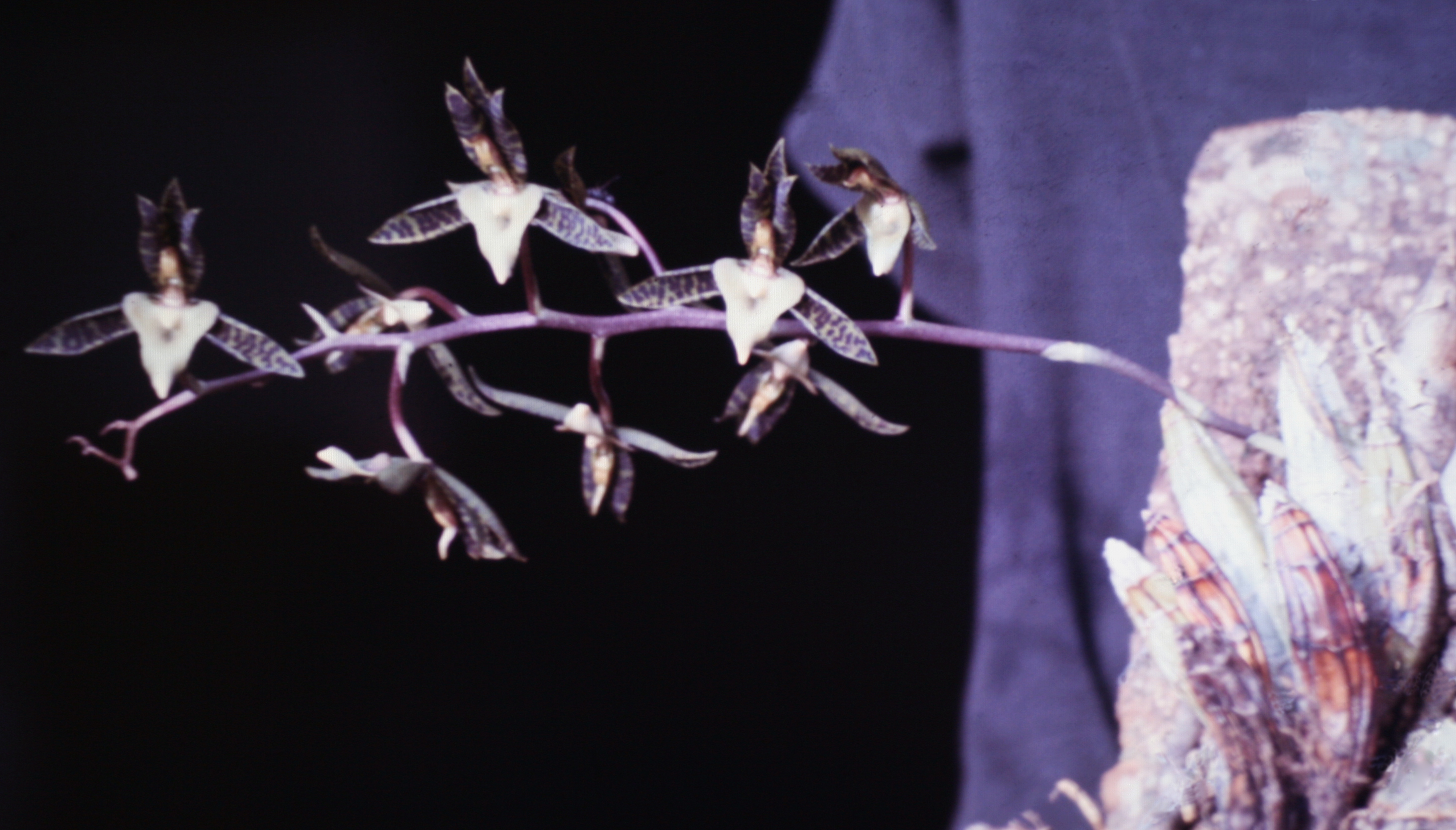